# Paul Rössler
Paul Rössler (* 7. Januar 1968 in Eisenkappel) ist ein österreichischer Germanist.

## Leben
Von 1987 bis 1992 studierte er deutsche Philologie/Fächerkombination (Geschichte, Philosophie, Publizistik) an der Universität Wien (1992 Sponsion). Nach der Promotion 1997 zum Dr. phil. und der Habilitation 2005 in Wien (venia docendi Germanistische Sprachwissenschaft) ist er seit 2011 Inhaber des Lehrstuhls für Deutsche Sprachwissenschaft des Instituts für Germanistik an der Universität Regensburg.
Seine Forschungsschwerpunkte sind Schriftlinguistik, Orthografie, Standardisierung und Variation, Morphologie, Frühneuhochdeutsch, Sprachwandel und historische Soziolinguistik.

## Schriften (Auswahl)
- Entwicklungstendenzen der österreichischen Rechtssprache seit dem ausgehenden 18. Jahrhundert. Eine syntaktische, stilistische und lexikalische Untersuchung von Studiengesetzen und -verordnungen. Frankfurt am Main 1994, ISBN 3-631-47090-8.
- Die deutschen Grammatiken der zweiten Hälfte des 18. Jahrhunderts in Österreich. Ein Beitrag zur Reform der deutschen Schriftsprache. Frankfurt am Main 1997, ISBN 3-631-31598-8.
- Schreibvariation, Sprachregion, Konfession. Graphematik und Morphologie in österreichischen und bayerischen Drucken vom 16. bis ins 18. Jahrhundert. Frankfurt am Main 2005, ISBN 3-631-54059-0.
- Hg.: Standardisierungsprozesse und Variation. Beiträge zur Engführung von Standardsprachenforschung und Variationslinguistik. Frankfurt am Main 2016, ISBN 3-631-71094-1.
- (Hg. mit Roswitha Fischer et al.): Praktische Relevanz von Namenforschung und Namenkunde. Regensburg 2021. ISBN 978-3-939112-09-9.
- (Hg. mit Peter Besl und Anna Saller): Historische Schrift- und Schriftlichkeitsforschung. Berlin/Boston 2021. ISSN 1869-7038.
- (Hg. mit Peter Besl und Anna Saller): Vergleichende Interpunktion – Comparative Punctuation. Berlin/Boston 2022. ISBN 978-3-11-075500-8.